# Olimp (Rumänien)
Olimp ist ein Badeort an der rumänischen Schwarzmeerküste.

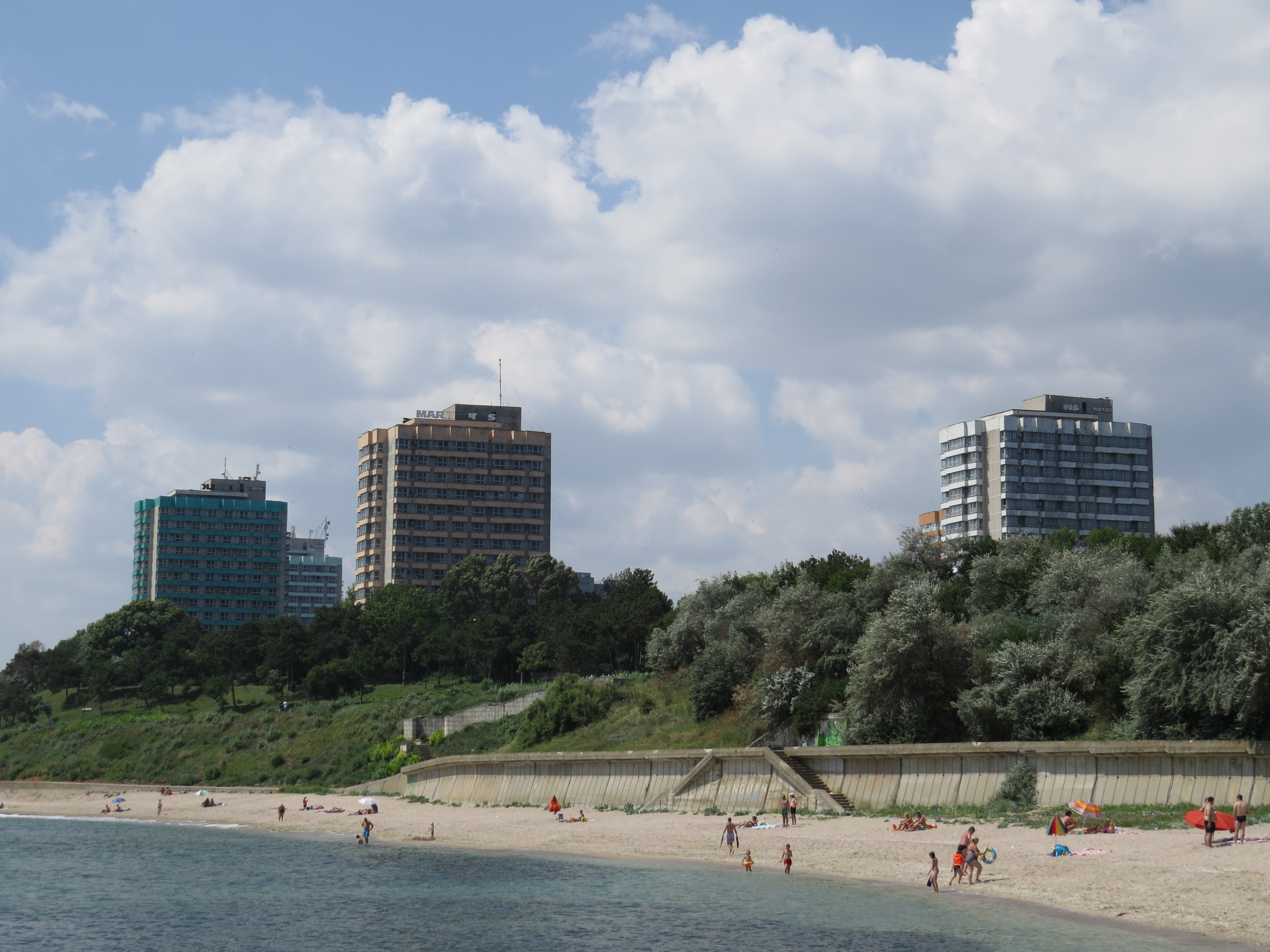
Olimp

Olimp liegt auf mittlerer Strecke zwischen Constanța und Mangalia. Im Norden liegt Costinești, im Süden Neptun.
Es gibt eine Zugverbindung nach Constanța sowie weiter nach Süden bis kurz vor der bulgarischen Grenze nach Mangalia. Die Zughaltestelle liegt in Neptun.